# Département d'Itatí
Le département d'Itatí est une des 25 subdivisions de la province de Corrientes, au nord-est de l'Argentine. Son chef-lieu est la ville d'Itatí.
Le département couvre une superficie de 890 km2 dans le nord de la province. Il voisine à l'ouest avec le département de San Cosme, au sud avec celui de San Luis del Palmar, à l'est avec celui de Berón de Astrada et au nord avec la république du Paraguay, dont il est séparé par le río Paraná.

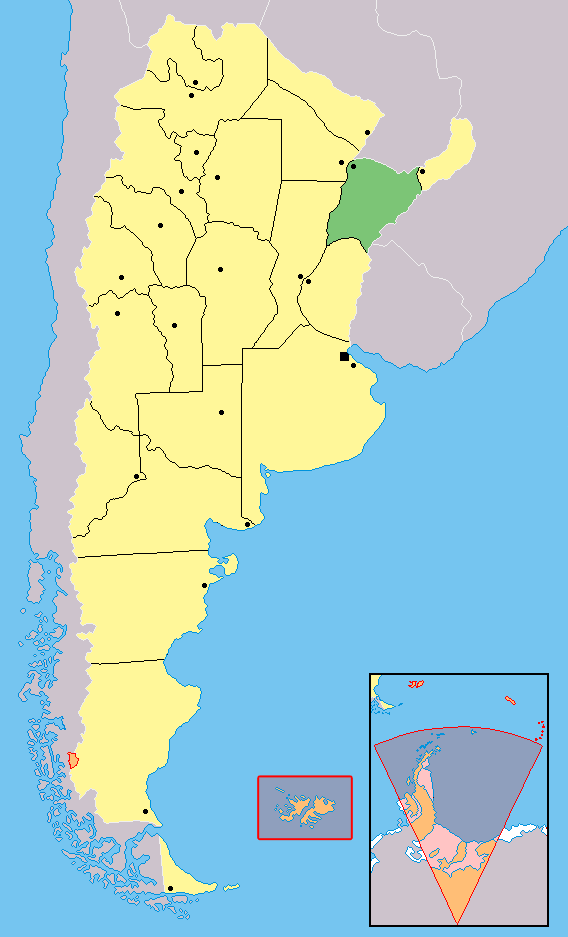
Localisation de la province de Corrientes en Argentine.